# Lithocarpus kawakamii
Lithocarpus kawakamii (Hayata) Hayata – gatunek roślin z rodziny bukowatych (Fagaceae Dumort.). Występuje naturalnie na Tajwanie. 

## Morfologia
PokrójZimozielone drzewo.
LiścieBlaszka liściowa ma kształt od odwrotnie jajowatego do podługowato odwrotnie jajowatego. Mierzy 12–25 cm długości oraz 5–7,5 cm szerokości, jest całobrzega, ma ostrokątną lub stłumioną nasadę i ostry wierzchołek. Ogonek liściowy jest nagi i ma 20–50 mm długości.
OwoceOrzechy o stożkowatym kształcie, dorastają do 16–22 mm długości i 20–28 mm średnicy. Osadzone są pojedynczo w miseczkach w kształcie talerza, które mierzą 15–25 mm średnicy. Orzechy otulone są w miseczkach do 20–25% ich długości.

## Biologia i ekologia
Rośnie w wiecznie zielonych lasach częściowo zrzucających liście. Występuje na wysokości od 700 do 2900 m n.p.m. Kwitnie od maja do sierpnia, natomiast owoce dojrzewają od sierpnia do listopada.